# Блемере (Вогези)
Блемере (фр. Blémerey (Vosges)) је насељено место у Француској у региону Лорена, у департману Вогези.
По подацима из 2011. године у општини је живело 18 становника, а густина насељености је износила 7,26 становника/km².

## Демографија
| 1962. | 1968. | 1975. | 1982. | 1990. | 2011. |
| ----- | ----- | ----- | ----- | ----- | ----- |
| 41    | 46    | 44    | 39    | 31    | 18    |